# Aedes pseudonormanensis
Aedes pseudonormanensis är en tvåvingeart som beskrevs av E. Sydney Marks 1949. Aedes pseudonormanensis ingår i släktet Aedes och familjen stickmyggor. Inga underarter finns listade i Catalogue of Life.